# 5915 Yoshihiro
5915 Yoshihiro este un asteroid din centura principală, descoperit pe 9 martie 1991, de Tsutomu Seki.